# Herb Benedykta XV
Herb papieski Benedykta XV – oficjalny herb Stolicy Apostolskiej w czasie pontyfikatu Benedykta XV (1914–1922).

## Skład
Herb składa się z tarczy herbowej, dwóch kluczy św. Piotra oraz tiary papieskiej umieszczonej nad tarczą. Tarcza dwudzielna w pas. W polu górnym złotym czarny orzeł, w dolnym srebrnym znajduje się kościół.
Papież Benedykt XV jako swoją dewizę wybrał In te, Domine, speravi; non confundar in aeternum (W tobie, o Panie, złożyłem nadzieję, nie będę zawstydzon na wieki).